# 안동혁 (1906년)
안동혁(安東赫, 1906년 3월 11일 ~ 2004년 10월 14일, 서울)은 대한민국의 정치인, 과학자, 대학 교수이다. 

## 학력
- 1923.04 ~ 1926.03 경성고등공업학교 응용화학

- 1926.04 ~ 1929.03 일본 규슈 제국대학 응용화학

- 1948.09 ~ 1949.06 미국 프린스턴 대학교 응용화학

## 약력
- 경성고등공업학교 화학과 교수
- 1929.04 ~ 1946.09 경성공업전문학교 교수 및 교장
- 1933년: 과학협회와 공동으로 잡지 과학조선 (科學朝鮮)을 간행하였으나 1944년 1월 폐간되었다.
- 1934년 7월 5일: 이만규, 윤치호, 김창제 등과 함께 과학지식보급회(科學知識普及會) 설립에 참여
- 경성공업전문학교 교장
- 중앙공업연구소 소장
- 1946년 7월: 조선화학회(대한화학회의 전신)의 설립에 참여
- 1946.09 ~ 2004 조선요업협회(현 대한요업총협회) 초대회장
- 대한화학회 회장
- 1947년: 잡지 과학시대(科學時代)를 창간하여 1950년 3월까지 발행하다.
- 1953.10 ~ 1954.06 대한민국 상공부 장관
- 1958.04 ~ 1976.03 한양대학교 공과대학 화학공학과 교수
- 1971년 3월 6일: 한국부식학회(韓國腐蝕學會) 창립 발기인
- 1971년 3월 ~ : 한국부식학회 고문
- 1976.03 ~ 2004 한양대학교 명예교수
- 1966.09 ~ 2004 한국과학기술단체총연합회 명예회장
- 1971.01 ~ 2004 재단법인 한국화학회관 이사장 (초대~)
- 1972.01 ~ 2004 한국과학기술진흥재단 이사

## 생애 및 업적
1906년 3월 14일 한성부(서울특별시 성동구 상왕십리동)에서 태어났다. 
1929년 규슈제국대학을 졸업한 안동혁은 모교의 적극적인 요청에 힘입어 경성공업전문학교 교사로 부임했다. 1933년 교편을 잡으며 중앙시험소 화학공업부 기수 업무도 겸임했다. 
경성공전과 중앙시험소를 오가며 화학공학 강의와 연구에 매진했으며, 전문인 유지공업 분야에서 6가지 특허를 냈고 10여 편의 논문을 발표했다.
대한화학회, 대한요업총협회, 한국식품 과학회 회장을 역임하며 학술 활동에도 크게 공헌했고 학술원 초대 회원 및 부회장을 거쳐 한국과학회 이사회의 1, 2대 이사장 등 여러 학회의 회장을 역임하며 대한민국 화학공합 학술 활동의 기틀을 다졌다.
1953년에는 대한민국 상공부 장관으로 임명되어 전쟁 중 국가가 당면한 건재 복구 물자 생산, 기간산업 건설 착수에 힘쓰는 한편 삼척, 마산, 당인리 발전소 건설, 문경시멘트, 인천판유리 공장, 충주요소비료공장 건설 착수 등 기반시설을 확립 및 건설했다.
1954년 서울대학교를 비롯해 수도권 주요 대학의 강사로 활동을 시작, 1958년 한양대학교 화학공학과 교수로 부임해 2004년 작고할 때까지 일평생을 교육자로 지내며 후학양성에 힘썼고, 대한민국의 수질과 수원에 궁금증을 가지고 이에 대해 오랜 시간 연구했으며, 특히 북한 수원지에 대한 심층적 연구를 진행해 대한민국 전역의 수원 및 수질, 공업용수 등에 대한 연구 실적을 쌓았다.
한국과학기술진흥재단, 서울국제사이언스클럽, 한국화학회관 등을 설립·운영하는데 기여했고, 국제과학연맹 이사회 한국대표, 미국화학회 위원 등을 맡았다.

### 저서 및 연구결과
1941년 ‘조선의 水質’(日文, 조선화학회지), 1944년 9월에는 ‘북한의 수질 및 수원’에 대한 논문을 조선화학협회지에 게재했고, 한국전쟁 직전에는 남북한 전역에 걸쳐 공업용수를 조사·연구하며 1948년 ‘공업용수 조사 원산지역’(중앙공업연구소 보고), 1949년 ‘북조선의 공업용수’(중앙공업연구소) 등 관련 논문을 13회나 중앙공업연구보고에 발표했다.
학생들을 위한 기초 과학학문 전파를 위해 1971년 ‘자연과학개론(공저)’(한양대출판부)와 1971년 ‘과학과 경제발전(감수)’(한양대출판부)를 저서로 남겼다.
그 외의 연구결과를 1946년 ‘과학기술의 건설’(제일출판사), 1947년 ‘과학신화’ (조선공업도서출판사), 1947년 ‘화학공업개론(편저)’(문운당) 등의 저서로 남겼다.

## 가족 관계
- 부인 : 이정자, 이규완의 딸
- 부인 : 김신애(金信愛, 1923년 ~ )
  - 딸 : 안효영(安孝英, 아세아연합신학대 교수)
  - 딸 : 안규리(서울대병원 내과 교수)